# Enrico Orfei
Enrico Orfei (ur. 23 października 1800 w Orvieto, zm. 22 grudnia 1870 w Rawennie) – włoski duchowny katolicki, kardynał, arcybiskup Rawenny.

## Życiorys
20 grudnia 1823 przyjął święcenia kapłańskie. 11 września 1848 został wybrany biskupem Ceseny. Sakrę przyjął 17 września 1848 w Rzymie z rąk kardynała Vincenzo Macchiego. 23 marca 1855 przeszedł na arcybiskupstwo Sorrento. 15 marca 1858 Pius IX wyniósł go do godności kardynalskiej. 23 marca 1860 objął stolicę metropolitalną Rawenny, na której pozostał już do śmierci. Uczestniczył w obradach soboru watykańskiego I.